# Mark Rejzen
Mark Osipowicz Rejzen (ros. Марк Осипович Рейзен; ur. 21 czerwca?/3 lipca 1895 we wsi Zajcewe, zm. 25 listopada 1992) – radziecki śpiewak operowy; Ludowy Artysta ZSRR.

## Życiorys
W czasie I wojny światowej 1914–1917 odbywał służbę w Finlandzkim Pułku Strzeleckim, był dwukrotnie ranny, dwukrotnie otrzymał Krzyż Świętego Jerzego III i IV klasy. Po demobilizacji w czerwcu 1917 wstąpił do Charkowskiego Instytutu Technologicznego, jednocześnie od 1917 do 1921 studiował w Konserwatorium Charkowskim u Federica Bugamellego.
Od 1921 do 1925 był solistą Charkowskiego Teatru Operowego, następnie od 1925 do 1930 Leningradzkiego Teatru Opery i Baletu im. Kirowa, od 1930 do 1954 Teatru Wielkiego w Moskwie (występował tam do 1985). Wielokrotnie występował za granicą. W czasie II wojny światowej występował z koncertami dla żołnierzy na froncie, a w latach 1945–1946 dla żołnierzy w państwach środkowej Europy.
Od 1954 był wykładowcą Muzycznego Instytutu Pedagogicznego im. Gniesinych, od 1965 do 1970 kierował katedrą śpiewu solowego Konserwatorium Moskiewskiego (od 1967 profesor).
Został pochowany w Moskwie na Cmentarzu Wwiedieńskim.

## Partie operowe, wybór
- Borys Godunow i Pimen, Borys Godunow, Modest Musorgski;
- Dosifiej, Chowańszczyzna Modest Musorgski;
- Susanin, Iwan Susanin Michaił Glinka;
- Rusłan i Farłaf, Rusłan i Ludmiła Michaił Glinka;
- Mielnik, Rusałka Aleksandr Dargomyżski;
- Mefistofeles, Faust, Charles Gounod;
- Don Basilio, Cyrulik sewilski, Gioacchino Rossini

## Nagrody i tytuły honorowe
- Zasłużony Artysta RFSRR (1933);
- Ludowy Artysta ZSRR (2 czerwca 1937);
- Nagroda Stalinowska I stopnia (1941);
- Nagroda Stalinowska I stopnia (1949);
- Nagroda Stalinowska I stopnia (1951);
- Order Lenina – trzykrotnie (1937, 1951, 1976);
- Order Czerwonego Sztandaru Pracy (1955);
- Order Przyjaźni Narodów (1985)[2].